# Wake Up! (Purple Disco Machine e Bosq)
Wake Up! è un singolo del DJ tedesco Purple Disco Machine e del DJ colombiano Bosq, pubblicato il 3 giugno 2022.

## Descrizione
Il brano è stato presentato in anteprima durante il Coachella Valley Music and Arts Festival.

## Tracce
1. Wake Up! (feat. Kaleta) – 3:52
2. Wake Up! (feat. Kaleta) (Extended) – 6:56

## Classifiche
| Classifica (2022) | Posizione massima |
| ----------------- | ----------------- |
| Croazia           | 72                |